# Jinshan (sockenhuvudort i Kina, Heilongjiang Sheng)
Jinshan (kinesiska: 金山, 金山乡) är en sockenhuvudort i Kina. Den ligger i provinsen Heilongjiang, i den nordöstra delen av landet, omkring 710 kilometer norr om provinshuvudstaden Harbin. Antalet invånare är 2 419. Befolkningen består av 1 145 kvinnor och 1 274 män. Barn under 15 år utgör 12,0 %, vuxna 15-64 år 79 %, och äldre över 65 år 7,0 %.
Trakten runt Jinshan är nära nog obefolkad, med mindre än två invånare per kvadratkilometer. Det finns inga andra samhällen i närheten. I omgivningarna runt Jinshan växer i huvudsak blandskog.